# Eugnosta chromophanes
Eugnosta chromophanes es una especie de polilla de la tribu Cochylini, familia Tortricidae. Fue descrita científicamente por Razowski en 1994.

## Distribución
Se encuentra en México  (Durango).